# Leena Lehtolainen

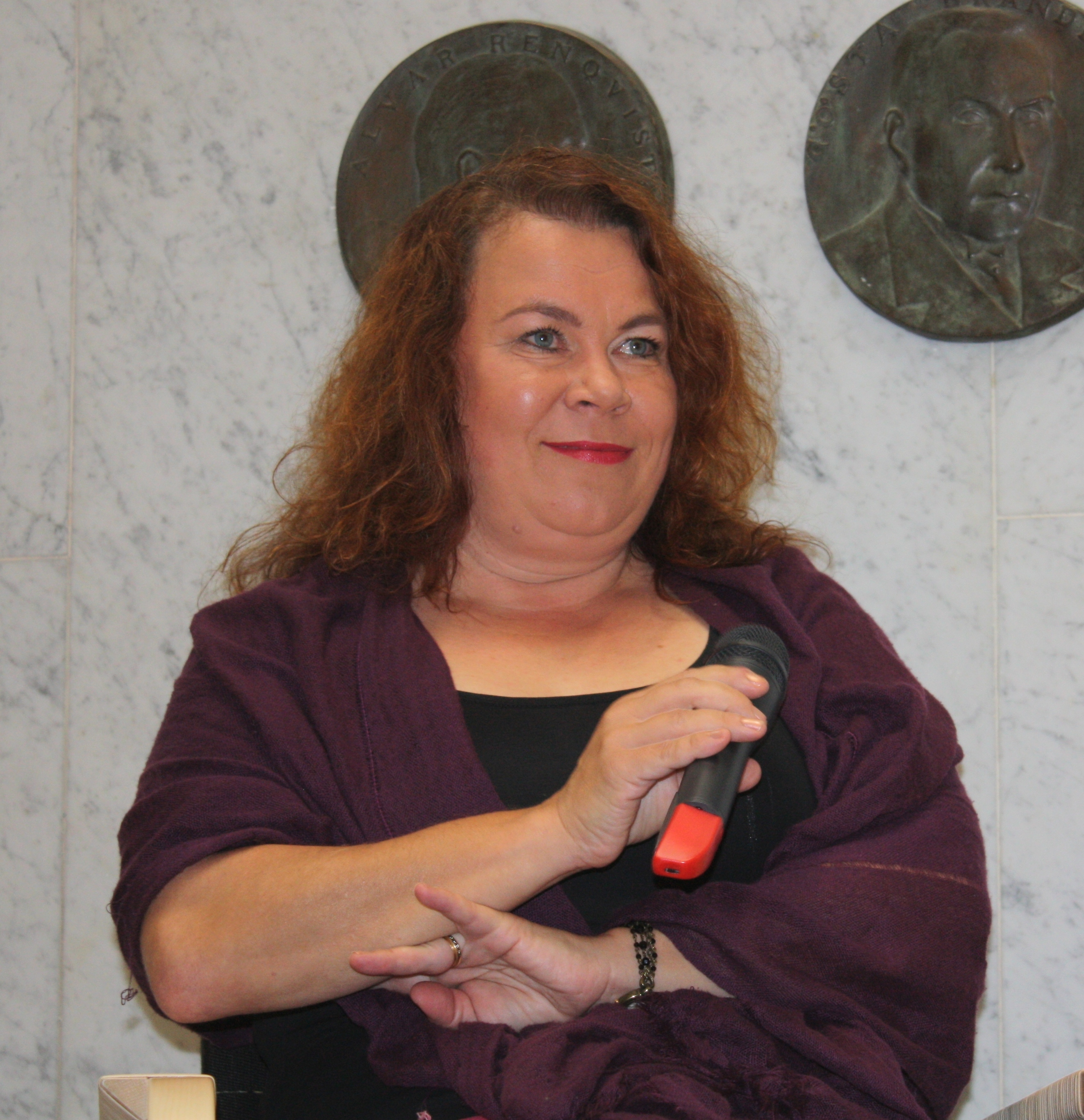
Leena Lehtolainen (2010)

Leena Katriina Lehtolainen (* 11. März 1964 in Vesanto, Finnland) ist eine finnische Schriftstellerin.

## Leben und Werk
1976 veröffentlichte Lehtolainen im Alter von 12 Jahren bereits ihr erstes Buch, den Jugendroman Ja äkkiä onkin toukokuu (wörtlich: „Und plötzlich ist es Mai“). 1981 erschien ihr Roman Kitara on rakkauteni (wörtlich: „Die Gitarre ist meine Liebe“), der von einer Jugendband erzählt.
Mit dem Buch Ensimmäinen murhani (wörtlich: „Mein erster Mord“, deutscher Titel: Alle singen im Chor), dem ersten Band der Reihe um die Ermittlerin Maria Kallio, begann Leena Lehtolainen 1993 ihre Laufbahn als Autorin von Kriminalromanen. Seitdem sind weitere 14 Bände dieser Reihe erschienen, in denen auch immer wieder das Privat- und Familienleben von Kommissarin Kallio eine große Rolle spielt; die Reihe ist noch nicht abgeschlossen, wird aber bereits verfilmt.
2009 erschien mit ihrem Roman Henkivartija der erste Band der Reihe um die Personenschützerin Hilja Ilveskero, der 2012 in der deutschen Übersetzung unter dem Titel Die Leibwächterin veröffentlicht wurde.
Mit ihrem 2007 auf Deutsch erschienenen Familienroman Du dachtest, du hättest vergessen wendet sich Lehtolainen erstmals auch in Deutschland einem neuen Genre zu. In Finnland ist sie hingegen auch mit anderen Büchern sehr erfolgreich, die vom Umgang mit dem eigenen Schicksal und von der Suche nach persönlicher Identität handeln.
Leena Lehtolainen studierte Literaturwissenschaft an der Universität Helsinki und schrieb 1995 ihre Lizentiatenarbeit über gattungstypische Besonderheiten in den drei Detektivromanen der finnischen Autorin Eeva Tenhunen. Neben ihrer Tätigkeit als Schriftstellerin arbeitet sie auch als Literaturwissenschaftlerin, Kritikerin und Kolumnistin.
Leena Lehtolainen ist verheiratet, hat zwei Kinder (* 1991 und 1994) und lebt in Degerby, Samtgemeinde Ingå, westlich von Helsinki. In ihrer Freizeit entspannt die passionierte Musikliebhaberin bei PunkRockmusik sowie bei eigenem Musizieren mit Gitarre, Piano und Gesang.

## Auszeichnungen
- 1997: Finnischer Krimipreis für Luminainen (dt. Weiß wie die Unschuld)

## Werke

### Maria-Kallio-Reihe
- 1993 Ensimmäinen murhani
  - Alle singen im Chor (dt. Übersetzung von Gabriele Schrey-Vasara), Rowohlt Verlag, Reinbek bei Hamburg 2002, ISBN 978-3-499-23090-5.
- 1994 Harmin paikka
  - Auf die feine Art (dt. Übersetzung von Gabriele Schrey-Vasara), Rowohlt Verlag, Reinbek bei Hamburg 2003, ISBN 978-3-499-23089-9.
- 1995 Kuparisydän
  - Kupferglanz (dt. Übersetzung von Gabriele Schrey-Vasara), Argument Verlag, Hamburg 1999, ISBN 978-3-886-19848-1.
- 1996 Luminainen
  - Weiß wie die Unschuld (dt. Übersetzung von Gabriele Schrey-Vasara), Rowohlt Verlag, Reinbek bei Hamburg 2003, ISBN 978-3-499-23439-2.
- 1997 Kuolemanspiraali
  - Die Todesspirale (dt. Übersetzung von Gabriele Schrey-Vasara), Rowohlt Verlag, Reinbek bei Hamburg 2004, ISBN 978-3-499-23496-5.
- 1998 Tuulen puolella
  - Der Wind über den Klippen (dt. Übersetzung von Gabriele Schrey-Vasara), Rowohlt Verlag, Reinbek bei Hamburg 2004, ISBN 978-3-499-23495-8.
- 1999 Tappava Säde
  - Zeit zu sterben (dt. Übersetzung von Gabriele Schrey-Vasara), Rowohlt Verlag, Reinbek bei Hamburg 2002, ISBN 978-3-499-23100-1.
- 2000 Ennen Lähtöä
  - Wie man sie zum Schweigen bringt (dt. Übersetzung von Gabriele Schrey-Vasara), Rowohlt Verlag, Reinbek bei Hamburg 2006, ISBN 978-3-499-23829-1.
- 2003 Veren vimma
  - Im schwarzen See (dt. Übersetzung von Gabriele Schrey-Vasara), Kindler Verlag, Reinbek bei Hamburg 2006, ISBN 978-3-463-40470-7.
- 2005 Rivo Satakieli
  - Wer sich nicht fügen will (dt. Übersetzung von Gabriele Schrey-Vasara), Kindler Verlag, Reinbek bei Hamburg 2007, ISBN 978-3-463-40505-6.
- 2008 Väärän jäljillä
  - Auf der falschen Spur (dt. Übersetzung von Gabriele Schrey-Vasara), Kindler Verlag, Reinbek bei Hamburg 2009, ISBN 978-3-463-40558-2.
- 2010 Minne tytöt kadonneet
  - Sag mir, wo die Mädchen sind (dt. Übersetzung von Gabriele Schrey-Vasara), Kindler Verlag, Reinbek bei Hamburg 2012, ISBN 978-3-463-40607-7.
- 2012 Rautakolmio
  - Wer ohne Schande ist (dt. Übersetzung von Gabriele Schrey-Vasara), Kindler Verlag, Reinbek bei Hamburg 2014, ISBN 978-3-463-40652-7.
- 2014 Surunpotku
  - Das Echo deiner Taten (dt. Übersetzung von Gabriele Schrey-Vasara), Kindler Verlag, Reinbek bei Hamburg 2016, ISBN 978-3-463-40674-9.
- 2017 Viattomuuden loppu
  - Das Ende des Spiels (dt. Übersetzung von Gabriele Schrey-Vasara), Rowohlt Verlag, Reinbek bei Hamburg 2018, ISBN 978-3-499-27488-6.
- 2020 Jälkikaiku
  - Im Nachhall des Todes (dt. Übersetzung von Gabriele Schrey-Vasara), Rowohlt Verlag, Hamburg 2021, ISBN 978-3-499-00623-4.
- 2024 Pimeän Risteys
  - Schritt ins Dunkel (dt. Übersetzung von Gabriele Schrey-Vasara), Rowohlt Verlag, Hamburg 2024, ISBN 978-3-499-00997-6.

### Die-Leibwächterin-Reihe
- 2009 Henkivartija
  - Die Leibwächterin (dt. Übersetzung von Gabriele Schrey-Vasara), Kindler Verlag, Reinbek bei Hamburg 2011, ISBN 978-3-463-40601-5.
- 2011 Oikeuden jalopeura
  - Der Löwe der Gerechtigkeit (dt. Übersetzung von Gabriele Schrey-Vasara), Kindler Verlag, Reinbek bei Hamburg 2013, ISBN 978-3-463-40633-6.
- 2012 Paholaisen pennut
  - Das Nest des Teufels (dt. Übersetzung von Gabriele Schrey-Vasara), Kindler Verlag, Reinbek bei Hamburg 2014, ISBN 978-3-463-40634-3.
- 2016 Tiikerinsilmä
  - Schüsse im Schnee (dt. Übersetzung von Gabriele Schrey-Vasara), Kindler Verlag, Reinbek bei Hamburg 2017, ISBN 978-3-463-40687-9.
- 2021 Ilvesvaara
  - Die Kälte der Wahrheit (dt. Übersetzung von Gabriele Schrey-Vasara), Rowohlt, Hamburg 2022, ISBN 978-3-499-00996-9.

### Weitere Bücher von Leena Lehtolainen
- 2002 Kun luulit unohtaneesi
  - Du dachtest, du hättest vergessen (dt. Übersetzung von Gabriele Schrey-Vasara), Kindler Verlag, Reinbek bei Hamburg 2007, ISBN 978-3-463-40474-5.
- 2007 Luonas en ollutkaan
  - Ich war nie bei dir (dt. Übersetzung von Gabriele Schrey-Vasara), Kindler Verlag, Reinbek bei Hamburg 2010, ISBN 978-3-463-40562-9.
- 2018 Tappajan tyttöystävä ja muita rikoksia

## Verfilmungen
- Detective Maria Kallio (Finnisch mit dt. Untertiteln), Prime Viaplay Channel

## Belege
1. ↑  Viaplay Group AB (publ) is the international streaming challenger: DE: Viaplay Germany June 2025 Slate. Abgerufen am 24. Juni 2025 (englisch).
2. ↑  Ein Interview mit Leena Lehtolainen, abgerufen am 11. Februar 2019.
3. ↑  Autorenprofil Leena Lehtolainen beim französischen Buchverlag Gaïa Éditions, abgerufen am 11. Februar 2019.

| Personendaten    | Personendaten                                    |
| ---------------- | ------------------------------------------------ |
| NAME             | Lehtolainen, Leena                               |
| ALTERNATIVNAMEN  | Lehtolainen, Leena Katriina (vollständiger Name) |
| KURZBESCHREIBUNG | finnische Schriftstellerin                       |
| GEBURTSDATUM     | 11. März 1964                                    |
| GEBURTSORT       | Vesanto, Finnland                                |